# 圣马丹迪蒙 (索恩-卢瓦尔省)
圣马丹迪蒙（法語：Saint-Martin-du-Mont，法語發音：[sɛ̃ maʁtɛ̃ dy mɔ̃] ⓘ）是法国索恩-卢瓦尔省的一个市镇，属于卢昂区。

## 地名
法语人名在日常人名译名以及《世界人名翻譯大辭典》、《法语姓名译名手册》等主流人名译名类书籍资料中多译作“马丁”，不过在《世界地名翻译大辞典》、《世界地名译名词典》和《法国地图册》等主流地名译名类书籍资料中多译作“马丹”。

## 地理
圣马丹迪蒙（46°36'48"N, 5°17'39"E）面积5.26 平方千米，位于法国勃艮第-弗朗什-孔泰大區索恩-卢瓦尔省，该省份为法国中部省份，北起顺时针与科多尔省、汝拉省、安省、罗讷省、卢瓦尔省、阿列省和涅夫勒省接壤。
与圣马丹迪蒙接壤的市镇（或旧市镇、城区）包括：拉特、布吕阿耶、卢昂、萨日。
圣马丹迪蒙的时区为UTC+01:00、UTC+02:00（夏令时）。

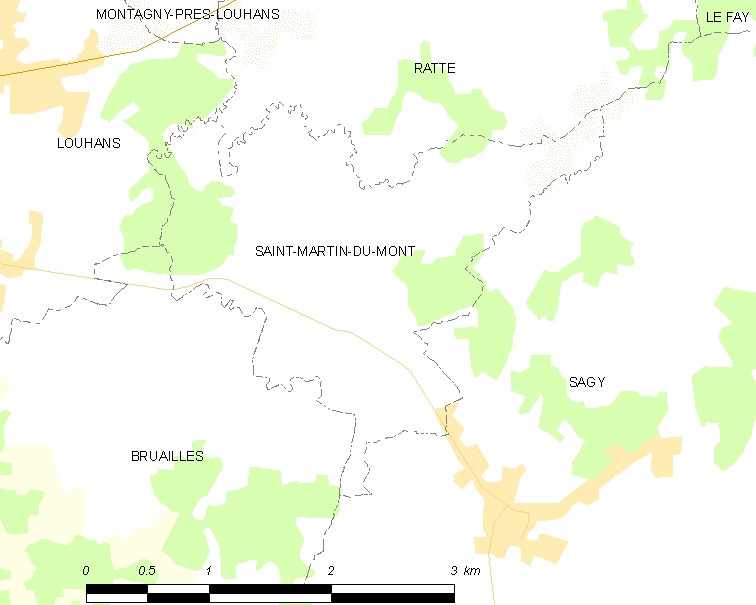
圣马丹迪蒙的OSM定位图

## 行政
圣马丹迪蒙的邮政编码为71580，INSEE市镇编码为71454。

## 政治
圣马丹迪蒙所属的省级选区为卢昂县。

## 人口

1962-2008年间圣马丹迪蒙人口变化图示

圣马丹迪蒙于2022年1月1日时的人口数量为175人。